# Estádio Melgar
O Estádio Melgar é um estádio de futebol localizado na cidade de Arequipa, no Peru.
Pertence ao Foot Ball Club Melgar e possui capacidade para 20 000 pessoas.
É utilizado para jogos da Copa Peru e foi utilizado em jogos da Taça Libertadores da América e do Campeonato Sul-Americano de Futebol Sub-17 de 2001.